# Grumman F11F-1F Super Tiger

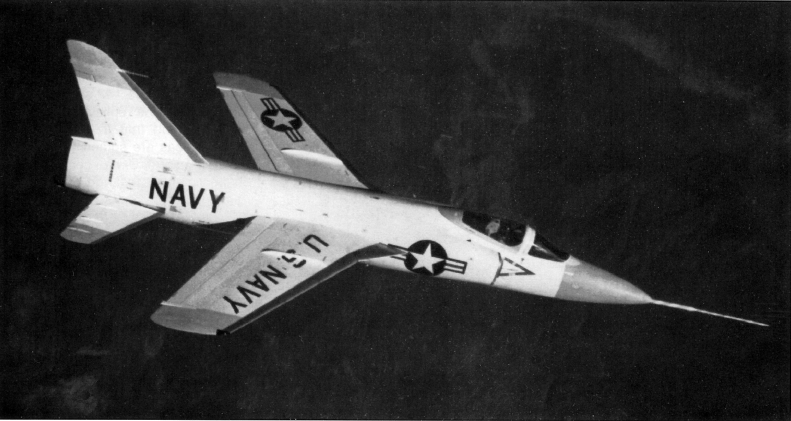
Grumman F11F-1F

El Grumman F11F-1F Super Tiger (designación de la compañía G-98J) es un avión de combate monoplaza desarrollado originalmente para la Marina de los Estados Unidos. Basado en el F-11 Tiger, el F11F-1F no avanzó más allá de los dos prototipos F11F-1F.
La Luftwaffe alemana, la Fuerza Aérea de Autodefensa de Japón y la Real Fuerza Aérea Canadiense mostraron un interés considerable, pero finalmente se eligió el Lockheed F-104 Starfighter. Este resultado, sin embargo, se vio empañado por los Escándalo de los sobornos de Lockheed, en los que Lockheed pagó grandes sumas a políticos influyentes en esos países para garantizar la adopción del Starfighter
- Datos: Q5217660
- Multimedia: F11F Super Tiger / Q5217660